# Overton (Nevada)
Pour les articles homonymes, voir Overton.
Overton est une ville non constituée en société située dans le comté de Clark, dans le Nevada. La ville est à l'extrémité nord du lac Mead. La ville abrite l'aéroport de Perkins Field (en) et celui d'Echo Bay (en). 

## Économie

### Industrie
Près d'Overton, il y a des dépôts de magnésite, de kaolin et de gypse. Du sable siliceux est également produit. 

## Personnalités notables
- Archie Butler, acteur et cascadeur, est mort à Overton le 4 février 1977 à l'âge de 65 ans[2],[3],[4],[5].
- Betty Willis, artiste plasticienne et graphiste, connue pour avoir conçu le signe Welcome to Fabulous Las Vegas, née à Overton[6].